# Symplocos araioura
Symplocos araioura är en tvåhjärtbladig växtart som beskrevs av Elmer Drew Merrill. Symplocos araioura ingår i släktet Symplocos och familjen Symplocaceae. Inga underarter finns listade i Catalogue of Life.